# Normdichte
Als Normdichte {\displaystyle \rho _{n}} definiert man die Dichte eines Stoffes, Stoffgemisches oder Elements unter folgenden Normbedingungen:
1. Temperatur {\displaystyle T_{n}} = 273,15 K entsprechend 0 °C und
2. Druck {\displaystyle p_{n}} = 101 325 Pa = 101 325 N/m² = 1 013,25 hPa = 101,325 kPa = 1 013,25 mbar = 1,01325 bar

Durch die Bestimmung der Masse m und des Normvolumens {\displaystyle V_{n}} ergibt sich die Normdichte zu
{\displaystyle \rho _{n}={\frac {m}{V_{n}}}}
Die Normdichte hat die Einheit:
{\displaystyle {\frac {\text{Kilogramm}}{\text{Kubikmeter}}}={\frac {\mathrm {kg} }{\mathrm {m^{3}} }}={\frac {\text{Gramm}}{\text{Liter}}}={\frac {\mathrm {g} }{\mathrm {l} }}}
Bei einem idealen Gas berechnet sich die Standarddichte nach der thermischen Zustandsgleichung idealer Gase zu:
{\displaystyle \rho _{\text{n}}={\frac {p_{\text{n}}}{R_{\text{i}}\cdot T_{\text{n}}}}}
Hierbei sind:
- {\displaystyle p_{\text{n}}} der Absolutdruck und {\displaystyle T_{\text{n}}} die absolute Temperatur der definierten Standard- bzw. Normbedingung
- {\displaystyle R_{\text{i}}} die spezifische bzw. individuelle Gaskonstante des Gases.

Unter den physikalischen Normbedingungen hat z. B. trockene Luft eine Dichte von {\displaystyle \rho _{\text{n}}} = 1,293 kg/m3.

## Bestimmung
Die Normdichte eines Elements in fester Form kann man experimentell wie folgt bestimmen: ein Messzylinder wird mit einer beliebigen Menge Wasser aufgefüllt und der aktuelle Stand abgelesen. Dann wird eine Stoffportion des betreffenden Elements, meist 1 g, in den Messzylinder gegeben. Der Wasserstand wird erneut abgelesen; die Differenz der Wasserstände vor der Zugabe des Elements und danach entspricht dem Volumen des Körpers. Dividiert man die Masse des Körpers durch sein Volumen, so erhält man die Normdichte dieses Elements.
Die Dichte von Flüssigkeiten kann man mit Hilfe eines Pyknometers oder einer Mohr’schen Waage bestimmen.
Bei gasförmigen Elementen ermittelt man das Volumen z. B. mit Hilfe eines Kolbenprobers.